# Wilberd van der Kallen
Wilberd Leo Johan van der Kallen (né le 15 janvier 1947 à Nieuwer-Amstel)  est un mathématicien néerlandais.

## Biographie
Il termine ses études de premier cycle en mathématiques et physique à l'Université d'Utrecht. Il y obtient son doctorat en 1973 avec comme directeur de thèse Tonny Albert Springer et sa thèse Infinitesimally central extensions of Chevalley groups. En 1969, van der Kallen devient assistant d'enseignement au département de mathématiques de l'Université d'Utrecht et y passe sa carrière, devenant finalement professeur titulaire. Ses recherches portent entre autres sur la K-théorie algébrique et la théorie des représentations des groupes algébriques. Il est souvent professeur invité à l'Université Northwestern à Evanston, Illinois et au Tata Institute of Fundamental Research à Mumbai.
Il est l'auteur ou le co-auteur de plus de 60 articles de recherche. En 1977, il publie un analogue d'un théorème de 1977 d'Andreï Sousline , et une généralisation d'un théorème de 1969 de Hideya Matsumoto. En 1978, van der Kallen est conférencier invité au Congrès international des mathématiciens à Helsinki. Son article de 1980 Homology Stability for Linear Groups  compte plus de 200 citations. Son article de 1977 Rational and generic cohomology, écrit avec 3 autres mathématiciens compte plus de 240 citations.

## Livres
- Wilberd van der Kallen, Lectures on Frobenius Splittings and B-modules, 1993 (ISBN 978-81-85198-60-6, lire en ligne)
- Wilberd van der Kallen, Infinitesimally Central Extensions of Chevalley Groups, Springer, coll. « Lecture Notes in Mathematics, vol. 356 », 15 novembre 2006 (ISBN 978-3-540-37857-0, lire en ligne)
- Algebraic Groups. Utrecht 1986: Proceedings of a Symposium in Honour of T.A. Springer, Springer, coll. « Lecture Notes in Mathematics, vol. 1271 », 15 novembre 2006 (ISBN 978-3-540-47834-8, lire en ligne)